# Pedro Romero Bassart
Pedro Romero Bassart est un général espagnol.

## Biographie
Elle est née en 1881 à Cuba, encore une colonie espagnole où son père stationnait, Pedro Romero Paredes, lieutenant de la Garde civile. Sa mère était cubaine et elle s'appelait Heloise Bassart Diez.
En 1897, il entre à l'Académie d'infanterie de Tolède, il est diplômé en 1898, avec le grade de sous-lieutenant. En 1905 il rejoint la Garde Civil. Il devient capitaine en 1914 et commandant en 1924. En 1931 il est nommé au grade de lieutenant colonel.
En août 1932, il est stationné à Jerez de la Frontera. Pendant le coup d'État manqué dirigé par le général Sanjurjo le 10 août 1932. Il passe en cour martiale et la conclusion du ministère public, le procureur demande l'emprisonnement mais est acquitté et est réinséré dans la garde civile.
En 1936, il est le chef du quartier général de la Garde civile à Tolède. Lors du soulèvement de Tolède, il est fidèle au royaume. Le contingent de la garde civile est important et c'était la plus grande force armée présente dans la province. Le 21 juillet, presque toutes les forces de la garde civile étaient concentrées à Tolède où la guerre avait été déclarée. Avant l'arrivée des colonnes loyalistes de la République, les forces rebelles se retranchèrent au centre de Tolède. Bassart participe au siège de l'Alcázar de Tolède. Quand les colonnes franquistes lèvent le siège, il est accompagné de sa femme et ses filles Maria del Carmen et Maria de la Luz.
Pendant la guerre civile, il est promu au grade de colonel. En janvier 1941, il est général de division. En 1942, il est nommé directeur adjoint de la Garde civile, un poste qu'il a occupé jusqu'en janvier 1947. 
Il est mort à Madrid le 7 février, 1962. Il est enterré à Tolède.